# Alpheus javieri
Alpheus javieri is een garnalensoort uit de familie van de Alpheidae. De wetenschappelijke naam van de soort is voor het eerst geldig gepubliceerd in 2009 door Anker, Hurt & Knowlton.